# Concrete Roots
Concrete Roots – kompilacja amerykańskiego rapera, producenta muzycznego – Dr. Dre. Została wydana 20 września, 1994 roku.

## Lista utworów
| Nr | Tytuł                            | Goście                       | Czas |
| -- | -------------------------------- | ---------------------------- | ---- |
| 1  | "Concrete Roots Intro"           | Dr. Dre                      | 5:43 |
| 2  | "The Formula"                    | The D.O.C                    | 4:10 |
| 3  | "Mo' Juice"                      | Cli-N-Tel                    | 4:10 |
| 4  | "It's Funky Enough"              | The D.O.C                    | 4.28 |
| 5  | "Dre's Beat Remix"               | Cli-N-Tel                    | 0:49 |
| 6  | "Surgery II"                     | Cli-N-Tel                    | 4:28 |
| 7  | "Paid For It"                    |                              | 0:26 |
| 8  | "No More Lies"                   | Michel’le                    | 3:42 |
| 9  | "Another "G" Thang"              | Leon Haywood                 | 5:42 |
| 10 | "The Planet"                     | Cli-N-Tel                    | 5:06 |
| 11 | "Dre's Beat"                     | Cli-N-Tel                    | 3:30 |
| 12 | "Must Be The Music"              | The World Class Wreckin' Cru | 5:02 |
| 13 | "The Grand Finale"               | The D.O.C & N.W.A            | 4:38 |
| 14 | "N-Tervu"                        |                              | 0:42 |
| 15 | "Concrete Roots (Radio Reprise)" | Cli-N-Tel                    | 4:11 |

## Notowania
| Notowania                             | Najwyższa pozycja |
| ------------------------------------- | ----------------- |
| U.S. Billboard 200                    | 43                |
| U.S. Billboard Top R&B/Hip-Hop Albums | 17                |